# Чубура (Београд)
Чубура је део Београда које се налази у Градској општини Врачар.
Чубура потиче од насеља око извора Чубурског потока. Са друге стране „потока” почиње брдо Врачар. Сматра се да назив Чубура потиче од истоимене турске речи која је представљала врсту биљке која је била распрострањена у близини потока. Према истраживању новинара Свете Милутиновића из 1939. године назив потиче од ромске речи за високо буре којим су утврдили извор.
Првобитно је Чубура била ромско село, имало је свог кмета. Почетком 1920-тих се говори да су Роми у мањини, али да су сачували "привилегију самоуправљања", са "циганским кметом". Њен изглед се у то време описује као прилично руралан, са целодневном песмом.